# Ferenc László
Ferenc László (n. 8 mai 1937, Cluj, România – d. 17 martie 2010, Cluj-Napoca, România) a fost un muzicolog și flautist român de etnie maghiară. A fost profesor de muzică de cameră la Universitatea Națională de Muzică București și la Academia de Muzică "G. Dima" din Cluj-Napoca, retrăgându-se de la catedră în anul 2008. A fondat Societatea Română Mozart (1991), organizatoare a Festivalului Mozart, desfășurat anual la Cluj. A publicat numeroase lucrări de specialitate, unele sub numele de László V. Ferenc și Francisc László sau sub pseudonimul Vigh Frigyes. A fost căsătorit cu violoncelista Ilse L. Herbert.

## Volume publicate (selecție)
- Zenei ügyelet (1976)
- Bartók Béla - Tanulmányok és tanúságok (1980)
- A százegyedik év - Írások Enescuról, Bartókról, Kodályról (1984)
- Béla Bartók. Studii, comunicări, eseuri (în limba română; 1985)
- Zenén innen, zenén túl (1987)
- Gen, specie și formă în muzica de flaut a lui J. S. Bach (1989)
- Klavír és koboz (1989)
- Béla Bartók și lumea noastră: așa cum a fost (1995)
- Béla Bartók și muzica populară a românilor din Banat și Transilvania (2003)